# Найзаможніші люди України 2006

## Версія журналу Wprost[1][2]
У жовтні 2006 року польський журнал Wprost опублікуівав свій новий список найбагатших людей Центральної та Східної Європи, який складається журналом з 2002 року. Усього, за даними дослідження, у 2006 році у рейтинг увійшли 15 громадян України. Найбагатшим серед українців, за оцінкою журналу, став почесний президент компанії System Capital Management, депутат Верховної Ради від фракції Партії регіонів Рінат Ахметов зі статками у 7,2 $ млрд. Тринадцятий та вісімнадцятий відповідно Ігор Коломойський (6,5 мільярди доларів) та Віктор Пінчук (3,5 мільярди доларів). На 22 місці розмістився Сергій Тарута, статки якого оцінили у 3,1 міяльярди доларів (минулого року співвласник ІСД посідав у рейтингу «Wprost» 13 позицію зі статками у 2,4 мільярди). На 27 місці співвласник «Росукренерго» Дмитро Фірташ (2,4 мільярди доларів). На 33 місці — співвласник «Запоріжсталі» та друг дитинства Євгена Червоненка Едуард Шифрін (1,65 мільярди доларів). 35-й у списку «Wprost» соціаліст та голова правління ММК Ілліча Володимир Бойко (1,6 мільярди доларів). 40-е місце отримав бютівець Костянтин Жеваго (його статки оцінено в 1,4 мільярди доларів). На 43 місці розташувався Олександр Ярославський, який заробив 1,3 мільярди. На 45-у місці списку власник «Промінвестбанку» Володимир Матвієнко, статки якого оцінено у 1,25 мільярди доларів. 74-е місце посів бютівець Сергій Буряк з 650 мільйонів доларів. 75-й у списку «Wprost» співвласник «Запоріжсталі» бютівець Василь Хмельницький зі 650 мільйонів доларів. На 77 місці опинився екс-власник банку «Аваль» Федір Шпиг зі 650 мільйонами. Петро Порошенко цього року посів 85-ту позицію з 500 мільйонами доларів. На 92 місці Віктор Нусенкіс з 450 мільйонами доларів.

### Цікаві факти
- Вперше у списку 100 чоловік, а не 50 як було минулого року.
- Також на 98 місці в списку — росіянин Вячеслав Кантор (370 мільйонів), який є радником президента Віктора Ющенка, зокрема, з питань контактів зі світовим єврейським рухом
- У 2006 році 15 українці. У 2005 році в той же рейтинг Wprost увійшло 7 українців, в 2004 році — 5 українців, 2003 року — 6, в 2002 — 3.

### Рейтинг Wprost
| №  | Ім'я                   | Сфера інтересів             | Основні активи, держпосада    | $ млн. у 2006 | $ млн. у 2005 | Зміна у рейтингу |
| 11 | Ахметов Рінат          | металургія, диверсифіковано | ФПГ СКМ, Нардеп від ПР        | 7 200         | 2 100         | ▲                |
| 13 | Коломойський Ігор      | фінанси, диверсифіковано    | ФПГ Приват                    | 6 300         | 2 800         | ▼                |
| 18 | Пінчук Віктор          | металургія, диверсифіковано | ФПГ EastOne                   | 3 500         | 1 500         | ▲                |
| 22 | Тарута Сергій          | металургія, диверсифіковано | ФПГ ІСД                       | 3 100         | 2 400         | ▼                |
| 27 | Фірташ Дмитро          | хімпром, енергетика         | ФПГ Group DF                  | 2 400         | -             | новий            |
| 33 | Шифрін Едуард          | металургія                  | Запоріжсталь                  | 1 650         | -             | новий            |
| 35 | Бойко Володимир        | металургія                  | ММК ім. Ілліча                | 1 600         | -             | новий            |
| 40 | Жеваго Костянтин       | металургія, диверсифіковано | ФПГ Фінанси та Кредит         | 1 400         | -             | новий            |
| 43 | Ярославський Олександр | фінанси                     | DCH                           | 1 300         | 650           | ▲                |
| 45 | Матвієнко Володимир    | фінанси                     | Промінвестбанк                | 1 250         | -             | новий            |
| 74 | Буряк Сергій           | фінанси                     | Брокбізнесбанк                | 650           | -             | новий            |
| 75 | Хмельницький Василь    | диверсифіковано             | Депутат від ПР                | 650           | -             | новий            |
| 77 | Шпиг Федір             | фінанси                     | екс-власник Банк Аваль        | 650           | 800           | ▼                |
| 85 | Петро Порошенко        | харчпром, диверсифіковано   | Група «Укрпромінвест», Roshen | 500           | 350           | ▲                |
| 92 | Нусенкіс Віктор        | вугільна промисловість      | Концерн «Енерго»              | 450           | -             | новий            |

## Версія ЖурналуForbes[7][8]
Американський діловий журнал «Форбс» в березні 2006 року оприлюднив свій щорічний список мільярдерів, в якому вдруге опинилися громадяни України. Рінат Ахметом посів 451 місце у рейтингу зі статками у $ 1.7 млрд. Віктор Пінчук з 1.2 мільярдами посів у рейтингу 645 місце. Сергій Тарута посів 645 місце у рейтингу зі статками у $ 1.2 млрд Сергій Тарута.

### Рейтинг Forbes
| № (в Україні/в світі) | Ім'я                      | Сфера інтересів                                  | $ млн. у 2006 | $ млн. у 2005 | Основні активи, держпосада протягом року |
| 1/451                 | Ахметов Ринат Леонідович  | металургія, вугілля, диверсифіковано             | 1 700         | 2 400         | ФПГ СКМ, Нардеп від ПР                   |
| 2/645                 | Пінчук Віктор Михайлович  | металургія, диверсифіковано                      | 1 200         | 1 300         | ФПГ EastOne                              |
| 2/645                 | Тарута Сергій Олексійович | металургія, вугілля, енергетика, диверсифіковано | 1 200         | 1 000         | ФПГ ІСД                                  |

## Версія журналу«Кореспондент»[11][12]

### Цікаві факти
- Першого липня 2006 року журнал «Кореспондент» вперше в Україні опублікував список тридцяти найзаможніших громадян України.
- Для того, щоб потрапити до рейтингу Топ-30, 2006 року активи бізнесмена мали становити не менше між 177 мільйонів доларів США.
- Дослідження проводилось журналом Кореспондент спільно з газетою Kyiv Post та аналітично-інвестиційною компанією Dragon Capital. В умовах закритості компаній та підприємств дуже важко скласти принаймні приблизні статки українських бізнесменів, тому ця робота не може вважатись абсолютно точною. Проте аналітики, що складали цей список, намагались зробити його максимально повним.

### Методика оцінювання
Щорічний рейтинг Корреспондента лягає в основу інших оцінок статків найбагатших українців. Розрахунки для журналу проводять фінансові фахівці інвестиційної компанії Dragon Capital згідно із затвердженою в ній системою оцінки активів на основі ринкової капіталізації підприємств та методу порівняльних оцінок. Корреспондент також зв'язується з кожним потенційним кандидатом на потрапляння до рейтингу для уточнення списку його активів.

### Рейтинг 30 найзаможніших Українців
| №  | Ім'я                                | Сфера діяльності                                        | $ млн. у 2006 |
| 1  | Ахметов Ринат Леонідович            | металургія, вугілля, енергетика, телекомунікації та ін. | 11 800        |
| 2  | Пінчук Віктор Михайлович            | металургія, медіа                                       | 3 700         |
| 3  | Коломойський Ігор Валерійович       | фінанси, нафта, газ, феросплави                         | 2 800         |
| 4  | Боголюбов Геннадій Борисович        | фінанси, нафта, газ, феросплави                         | 2 400         |
| 5  | Жеваго Костянтин Валентинович       | фінанси, залізна руда, машинобудування                  | 1 900         |
| 6  | Тарута Сергій Олексійович           | металургія, кокс                                        | 1 700         |
| 7  | Гайдук Віталій Анатолійович         | металургія, кокс                                        | 1 700         |
| 8  | Фірташ Дмитро Васильович            | нафта, газ, хімія                                       | 1 400         |
| 9  | Мартинов Олексій Георгійович        | нафта, газ, фінанси, феросплави                         | 1 400         |
| 10 | Хорошковський Валерій Іванович      | металургія, медіа, харчова промисловість                | 930           |
| 11 | Матвієнко Володимир Павлович        | фінанси                                                 | 890           |
| 12 | Хмельницький Василь Іванович        | металургія, фінанси, нерухомість                        | 729           |
| 13 | Ярославський Олександр Владиленович | фінанси, хімія                                          | 709           |
| 14 | Нусенкіс Віктор Леонідович          | металургія, фінанси, вугілля                            | 691           |
| 15 | Порошенко Петро Олексійович         | харчова промисловість, машинобудування                  | 505           |
| 16 | Тігіпко Сергій Леонідович           | фінанси, машинобудування, металургія                    | 483           |
| 17 | Янковський Микола Андрійович        | хімія                                                   | 442           |
| 18 | Юрушев Леонід Леонідович            | фінанси, металургія                                     | 426           |
| 19 | Парцхаладзе Лев Ревазович           | будівництво                                             | 399           |
| 20 | Іванов Андрій Анатолійович          | металургія, фінанси, нерухомість                        | 364           |
| 21 | Сергій та Олександр Буряки          | фінанси                                                 | 354           |
| 22 | Байсаров Леонід Володимирович       | металургія, вугілля, фінанси                            | 345           |
| 23 | Васильєв Геннадій Андрійович        | металургія, вугілля, фінанси                            | 345           |
| 24 | Слободян Олександр В'ячеславович    | харчова промисловість                                   | 315           |
| 25 | Шпиг Федір Іванович                 | фінанси                                                 | 305           |
| 26 | Шифрін Едуард Володимирович         | металургія, кокс                                        | 274           |
| 27 | Деркач Олександр Віталійович        | фінанси                                                 | 244           |
| 28 | Галієв Ернест Едуардович            | фінанси                                                 | 236           |
| 29 | Роднянський Олександр Юхимович      | медіа                                                   | 200           |
| 30 | Ландик Валентин Іванович            | машинобудування                                         | 177           |